# Yaurina
Yaurina is een geslacht van haften (Ephemeroptera) uit de familie Leptohyphidae.

## Soorten
Het geslacht Yaurina omvat de volgende soorten:
- Yaurina ralla
- Yaurina yapa
- Yaurina yuta